# François Gayot de Pitaval

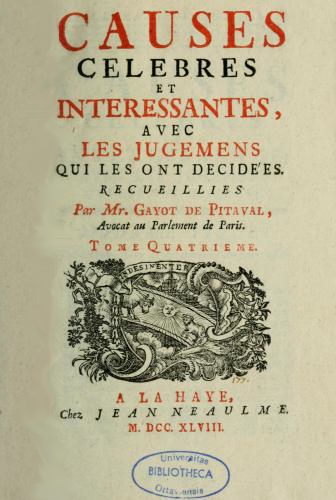
Titelblatt der Causes célèbres von Pitaval, Band IV, 1736.

François Gayot de Pitaval (* 1673 in Lyon; † 1743 ebenda) war ein französischer Jurist und Autor. Bekannt wurde er vor allem für seine Causes célèbres et intéressantes, avec les jugemens qui les ont décidées (dt.: Bekannte und interessante Fälle, mit den Urteilen, die sie entschieden haben), eine Sammlung von Kriminalfällen, mit der er der Begründer des Genres der Gerichtsberichterstattung wurde. Im 19. Jahrhundert wurde der Name Pitaval ein Synonym für Sammlungen von Rechtsfällen.

## Biographie
François Gayot de Pitaval war zuerst Soldat in Lyon. Später studierte er Rechtswissenschaften und wurde 1713 Advokat. Er war als Advokat am Parlement de Paris (dem Gerichtshof zur Zeit des Ancien Régime) zur Zeit Ludwigs XIV. tätig.

## DieCauses célèbres
Die Sammlung der Causes célèbres et intéressantes, avec les jugemens qui les ont décidées wurde von Pitaval zwischen 1734 und 1743 in zwanzig Bänden zusammengestellt und veröffentlicht. Es handelt sich um die bekanntesten Kriminalfälle seiner Zeit. Grundlage waren die Prozessakten der jeweiligen Fälle. Man findet hier unter anderem die Protokolle der Prozesse zum Fall Martin Guerre, zur Giftaffäre oder gegen die Teufel von Loudun.
Er legt in den Causes célèbres nicht nur den Prozessverlauf, sondern auch die dem jeweiligen Fall zugrundeliegenden psychologischen und menschlichen Verwicklungen und die Aufdeckung der Taten dar. Durch diese Art der Darstellung unterschieden sich die Causes célèbres von früheren Fallsammlungen von Rechtsfällen, die sich auf die juristischen Sachverhalte konzentrierten. Zugleich wird bewusst das in der Regel hohe Strafmaß und die ganze Härte der damaligen Strafverfolgung und Strafvollstreckung dargestellt, weniger zur Abschreckung als zur Kritik an der Praxis. Pitaval kritisierte deutlich die Rückständigkeit der Justiz, Korruption und Ignoranz der Richterschaft. Durch diesen auch kritischen Zug gilt François Gayot de Pitaval auch als einer der Wegbereiter der Französischen Revolution.
Zielpublikum war zum einen das Fachpublikum der Juristen, aber auch das breite allgemeine Publikum fühlte sich durch die Sammlung der Kriminalfälle angesprochen und unterhalten. Die von ihm herausgegebene Sammlung entwickelte sich schon damals zu einem Bestseller.

## Wirkungen des Pitaval
Zunächst bildete die Sammlung Pitavals das Vorbild und schließlich auch den Oberbegriff „Pitaval“ für die Sammlung von aufsehenerregenden Kriminalfällen, wie „Der neue Pitaval“ von Julius Eduard Hitzig und Willibald Alexis (1842–1890), Egon Erwin Kischs „Prager Pitaval“ und einer Vielzahl anderer Sammlungen. Das Fernsehen der DDR nannte eine Propaganda-Reihe, zu der beispielsweise „Die Affäre Heyde-Sawade“ gehörte, „Bonner Pitaval“.
Die von Pitaval zusammengetragenen Fälle bildeten eine Fundgrube für Autoren von Kriminal- und Schauerliteratur. Beispielsweise basiert der Film Sommersby auf dem von Pitaval beschriebenen Fall des Martin Guerre, die Fälle der Marquise de Brinvilliers und der Catherine Monvoisin dienten etwa als Hintergrund für E. T. A. Hoffmanns „Das Fräulein von Scuderi“.

## Ausgaben
- Causes célèbres et intéressantes, avec les jugemens qui les ont décidées. 1734–1743 (Digitalisate einzelner Bände in Gallica).
- Geschichten aus dem alten Pitaval. Herausgegeben nach der von Schiller getroffenen Auswahl und um weitere Stücke vermehrt von Paul Ernst. 3 Bände. Insel-Verlag, Leipzig 1910.
- Die wahrhaften Geschichten des alten Pitaval. Merkwürdige Rechtsfälle als ein Beitrag zur Geschichte der Menschheit. Nach der von C.E. Franz und insbesondere von Friedrich Schiller hrsg. Übersetzung neu bearbeitet von Helmuth Eggert. 2. Auflage. Gebr. Richters Verlagsanstalt, Erfurt 1950.
- Der Pitaval. Ausgewählt u. eingeleitet v. Erich Brautlacht. Bleckede, Meissner ca. 1950.
- Unerhörte Kriminalfälle. Eine Sammlung berühmter und merkwürdiger Kriminalfälle. Nach der 1792–1794 von Friedrich Schiller herausgegebenen Auswahl und Übersetzung, neu bearbeitet und zusammengestellt. Voltmedia, Paderborn 2005, ISBN 3-937229-03-5.